# Nivardo di Reims
Nivardo di Reims (inizio del VII secolo – 675) è stato un arcivescovo francese.

## Storia
Nacque all'inizio del VII secolo da una ricca e nobile famiglia merovingia, nei pressi della città di Reims. Fratello di san Gomberto, monaco e martire, frequentò fin da giovanissimo la corte ed, entrato a far parte del clero, ricevette tutti gli ordini giungendo nel 657 alla carica di vescovo di Reims, che allora era la capitale del regno di Clodoveo II, succedendo al vescovo Landone. Nivardo aiutò nel 662 san Bercario nella fondazione dell'abbazia di San Pietro di Hautvillers, la cui regola era una fusione tra quella di san Benedetto e quella di san Colombano. Per Hautvillers ottenne il privilegio dell'immunità, oltre alla piena sottomissione al vescovo di Reims.
Nivardo cooperò, anche finanziariamente, ad altri celebri monasteri, tra i quali quelli di Corbie, Soissons, Fontenelle (oggi Saint-Wandrille). Finanziò anche le chiese di Reims, in particolare quelle di Santa Maria e San Remigio. Nivardo, ritiratosi infine nell'abbazia di Hautvillers, vi morì il 1º settembre 675. La sua memoria liturgica cade il 1º settembre, insieme a quelle di san Sisto e san Sinicio.